# Un dernier pour la route
Un dernier pour la route (titre original : One for the Road) est une nouvelle de Stephen King qui fait partie du recueil Danse macabre publié en 1978. Elle est parue initialement en 1977 dans le bimestriel américain Maine.

## Résumé
Le patron d'un bar et son dernier client voient arriver un homme à moitié congelé par le blizzard qui leur demande de venir l'aider car sa voiture s'est retrouvée enneigée près de la ville abandonnée de Jerusalem's Lot et qu'il a laissé sa femme et sa fille dedans. Arrivés à la voiture, ils vont très vite comprendre qu'ils ne peuvent plus rien pour elles.

## Genèse
La nouvelle a été publiée initialement dans le numéro de mars/avril 1977 du magazine Maine. Elle est ensuite parue dans le recueil Danse macabre.

## Intertextualité
La nouvelle sert en quelque sorte d'épilogue au roman Salem (1975) et on y apprend que certains vampires ont survécu à l'incendie de Jerusalem's Lot.